# Wilhelm Degode

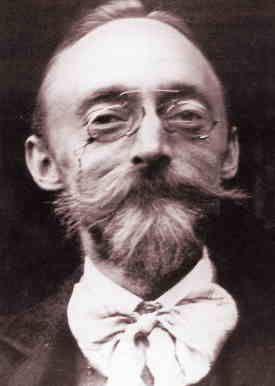
Wilhelm Degode (1899)

Georg Wilhelm Degode (* 6. Februar 1862 in Oldenburg/Oldb.; † 26. November 1931 in Düsseldorf-Kaiserswerth) war ein deutscher Landschaftsmaler und Fotograf.
Wilhelm Degode gehörte zwischen 1884 und 1920 zu den bekanntesten Landschaftsmalern der Düsseldorfer Malerschule. Seine Gemälde finden sich in Europa und den USA. Sein Nachlass an fotografischen Werken ist bisher noch nicht vollständig aufgearbeitet. Ein Beitrag zur Eifelmalerei und eines seiner bekanntesten Werke ist das Gemälde Ginstergold. Dieses Gemälde bezieht sich auf Degodes erlebte Geschichte, die 1904 von Hermann Ritter in Band II seiner „Eifeler Skizzen“ veröffentlicht wurde.

## Familie und Werdegang
Wilhelm Degode wurde 1862 im Degodehaus, Am Markt 24, in Oldenburg, als Sohn einer Kaufmannsfamilie geboren. Eigentlich sollte der künstlerisch begabte Wilhelm den Kaufmannsberuf erlernen, denn der Vater hätte ihn gerne als Nachfolger in seiner Kaffee-Großrösterei gesehen. Ersten Zeichenunterricht bekam der 13-jährige Wilhelm bei dem Konservator der oldenburgischen Gemäldegalerie, Sophus Diedrichs (1817–1893). Aufgrund der zeichnerischen Begabung und nach dem Besuch des Realgymnasiums in Osnabrück durfte Wilhelm, unterstützt durch die Mutter, ab 1881 die Kunstakademie Düsseldorf besuchen. In Düsseldorf bekam Wilhelm Degode Unterricht bei den Professoren der Kunstakademie sowie privat. Zu seinen Lehrmeistern zählten Heinrich Lauenstein und Hugo Crola, später auch Carl Jungheim und Heinrich Deiters sowie Eugen Dücker. Seinen ersten Wohnsitz in Düsseldorf hatte Wilhelm Degode in der Jägerhofstraße bei dem Maler Hermann Emil Pohle, nicht weit entfernt vom Düsseldorfer Künstlerverein Malkasten, dessen Mitglieder sie waren. Im Sommer 1886 heiratete Wilhelm Degode Sophie Stüve aus Osnabrück. Im Juli 1887 wurde der Sohn Karl Wilhelm auf der Schumannstraße geboren. Das Ehepaar Degode zog um 1888 in die Rosenstraße 32. Hier kam 1890 die Tochter Friederika Maria Elisabeth zur Welt und 1892 die Zwillinge Karl Dietrich und Elfriede Augusta Adelheid. Mitte der 1890er Jahre dann Umzug in die Rosenstraße 46. Fritz von Wille wohnte einige Häuser weiter in der Hausnummer 54. Die Familien von Wille und Degode waren zeitlebens eng befreundet.

## Künstlerverein „Malkasten“
Carl Jungheim führte 1885 Wilhelm Degode in den Künstlerverein Malkasten als Mitglied ein. Dort beteiligte sich Degode 1899 (als Mandarin) und 1908 („Die Wunder Indiens“) an den berühmten Aufführungen, die jährlich stattfanden. Degode hinterließ ca. 3500 Fotoglasplatten von den Festen des Malkastens. Auch war er Mitglied im Verein der Düsseldorfer Künstler sowie in der Düsseldorfer Photovereinigung, deren Vorsitzender Erwin Quedenfeldt war.

## Die Maare der Eifel und das Ginstergold

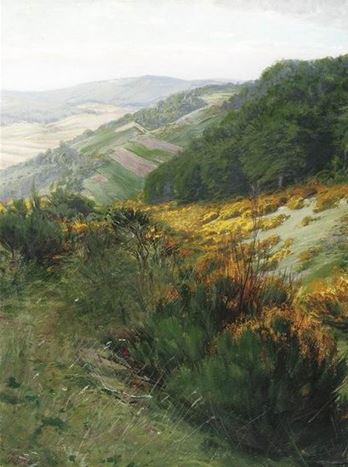
Eifellandschaft mit blühendem Ginster, 1898

1884 begab sich Wilhelm Degode, angeregt durch den Maler Heinrich Hartung, auf seine erste Studienreise durch die Eifel von Malmedy über Bitburg, Gerolstein und Daun in das Tal der Mosel. 21 Mal besuchte Degode in den Jahren 1884 bis 1927 auf seinen Studienreisen die Eifel, u. a. mit Kollegen wie Fritz von Wille, der 1895 in die Eifel kam, Hans Richard von Volkmann, den Willingshäuser Malern Heinrich Otto und Adolf Lins sowie Hugo Mühlig. Auch Carl Bantzer war 1896 mit in der Eifel. Man traf sich im Hotel Heck in Gerolstein.
Hier in der Eifel, in einem Seitental von Schleiden, entstand auch die wahre Geschichte vom „Degodischen Ginstergold“. Hermann Ritter, von Hause aus Lehrer und Schriftsteller in Hellenthal, veröffentlichte diese Geschichte in dem Buch „Eifeler Skizzen“, Band II.

## Willingshausen
1893 reisten Wilhelm Degode und Hans von Volkmann von Gerolstein nach Willingshausen an die Schwalm. Hier traf man im Gasthaus Haase (Malerstübchen) auf die Kollegen Adolf Lins, Hugo Mühlig, Carl Bantzer, Heinrich Otto und weitere Maler. Degode war vom 17. August bis zum 18. September in Willingshausen. Degode malte auch in Röllshausen, Merzhausen, Bernburg, Wasenberg und entlang der Schwalm. Willingshausen gilt als älteste Malerkolonie in Europa.

## Wilhelm Degode und Kaiserswerth

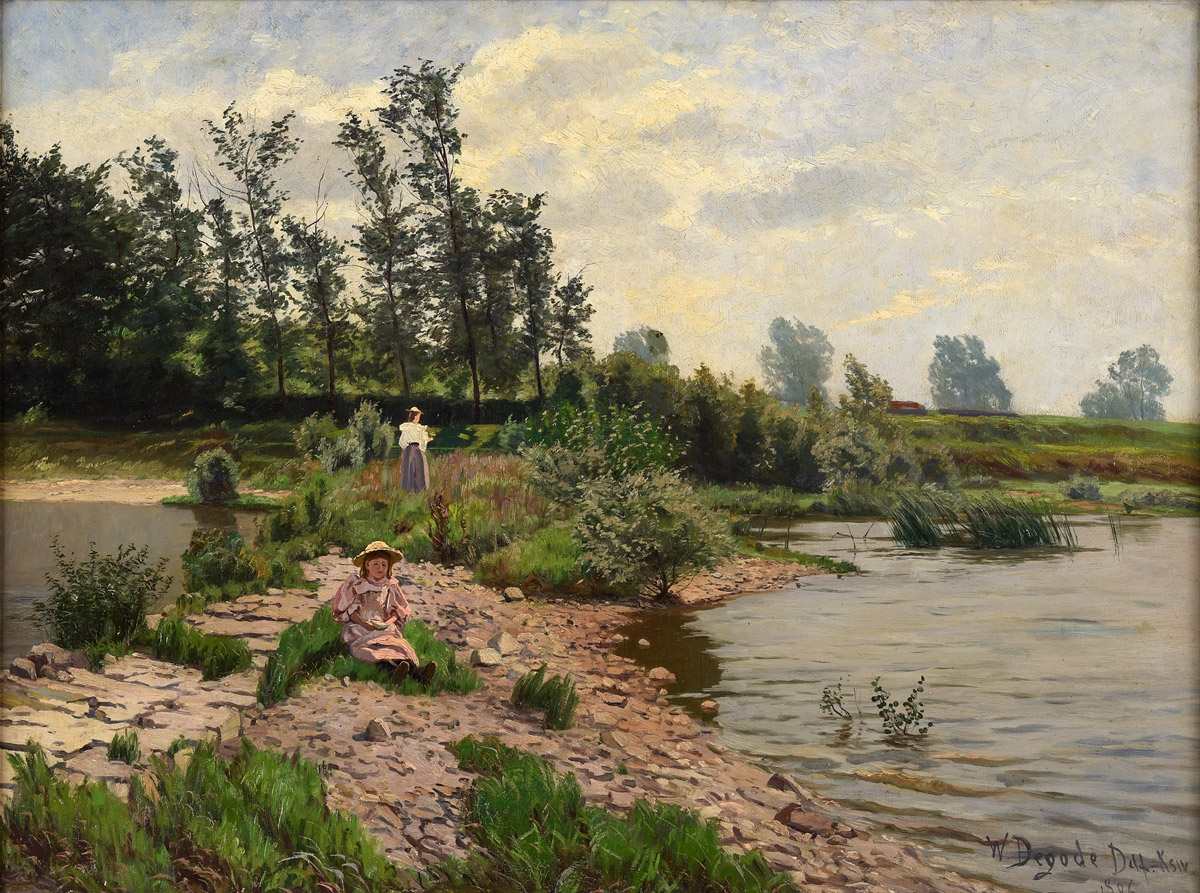
Sommertag bei Kaiserswerth, 1897

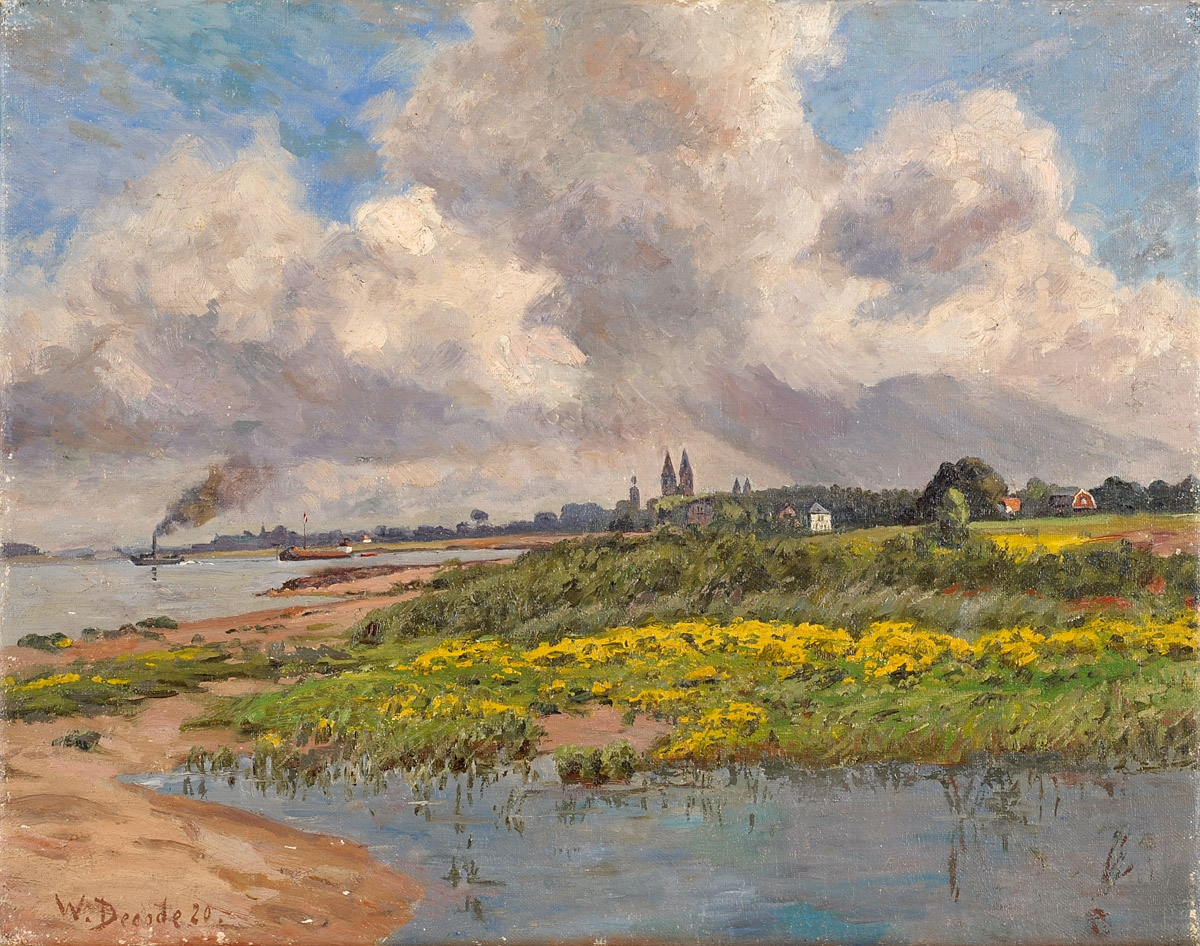
Sommertag in Kaiserswerth, 1920

Ende des 19. Jahrhunderts zog die Familie Degode nach Kaiserswerth in ein Kanonikerhaus von 1704 am Kirchplatz 78 (heute Suitbertus-Stiftsplatz 2).  1898 kaufte Wilhelm Degode das Haus, welches bis 2015 im Besitz der Nachkommen war. Hier in Kaiserswerth kamen neue Freunde und Kollegen hinzu, z. B. der Schriftsteller Herbert Eulenberg und der Marinemaler Cornelius Wagner sowie der Apotheker Reinhard. Auch der Tierbildhauer Josef Pallenberg, der Bildhauer Bernhard Sopher und Henrik Nordenberg (1857–1928) sowie die Brüder Buscher waren, neben den Freunden aus Akademiezeiten, häufig Gäste im Hause Degode. Zur Diakonissenanstalt Kaiserswerth pflegte die Familie Degode enge Kontakte, im Besonderen zu Tippel und zu den Nachkommen von Theodor Fliedner. Eine Tochter von Wilhelm Degode, Maria Degode genannt Marie, wurde Lehrerin und war Taufpatin bei Gerhard Fliedner. Herbert Eulenberg schrieb über Wilhelm Degode: „…jeder Fischer und Fahrensmann am Rhein kannte Degode, die Silhouette war unverkennbar, wenn er glücklich zum Mittagsgeläut mit einem Gemälde unter dem Arm heimwärts zog …“. Im Atelier von Degode wurden viele Feste gefeiert und Lichtbilder gezeigt.

## Gemälde/Aquarelle/Kupferstiche/Zeichnungen
Wilhelm Degode hat neben unzähligen Zeichnungen, Ölstudien und Aquarellen ca. 800 großformatige Ölgemälde im Atelier geschaffen.

## Ausstellungen und Beteiligungen an Ausstellungen
- Berlin – Große Kunstausstellung 1886–1913 regelmäßig
- Berlin – Akademie 1892
- Bitburg – Haus Beda 1985
- Bonn – 1911
- Daun – 1985
- Bremen – Kunstausstellung 1887, 1897
- Dortmund – 1910
- Dresden – 1888
- Düren – Hösch-Museum 1906, 1912, 1921
- Düsseldorf – Kunstausstellungen 1885–1930, regelmäßig
- Düsseldorf – Museum Kaiserswerth 1992, 2001
- Düsseldorf – Sonderausstellung 1905, 1906, 1931
- Gerolstein – Museum 1985, 1998
- Goch – Kunstausstellung 1927
- Gotha – Kunstverein 1910
- Hamburg – 1883, 1889, 1912
- Hannover – Kunstverein 1903
- Heimbach/Eifel – 2001
- Kiel – 1913
- Köln – Die Eifel im Bilde 1891, 1897, 1905, 1911, 1917
- Krefeld – Museum 1897, 1913, 1917
- Leipzig – 1888
- München – Glaspalast 1897, 1900, 1904, 1906, 1908, 1912
- Münster – 1900
- Oldenburg – Künstlerbund 1883, 1885, 1894, 1897, 1899, 1900, 1903, 1906, 1907, 1927
- Oldenburg – Nordwestdeutsche Kunstausstellung 1905, 2005
- Osnabrück – Kunstverein 1903
- Osnabrück – Sonderausstellung 1907
- Siegen – 1910
- Trier – Kunstverein 1902, 1910, 1913
- Trier – Stadtmuseum 2010
- Wien – 1907
- Wuppertal – 1911

## Studienreisen
Die Studienreisen von Wilhelm Degode lassen sich wie folgt aus der Korrespondenz nachweisen.
- 1881 Ahlhorner Heide, Oldenburg, Karlsrode und Düsseldorf – Studienbeginn und Übersiedlung nach Düsseldorf.
- 1882 Thüringen und Düsseldorf.
- 1883 Altenried/Oldenburg (mit Carl Jungheim).
- 1884 Malmedy, St. Vith, Prüm, Bitburg, Gerolstein, Daun und Moselkern. Oldenburg.
- 1885 Elmendorf, Zwischenahner See.
- 1886 Moselkern, Bonn, Drachenfels und Berlin.
- 1887 Dalwigksthal, Waldeck, Düsseldorf, Neandertal und Moselkern.
- 1888 Oldenburg, Rastede, Neuenburger Urwald und Osnabrücker Land.
- 1889 Gerolstein, Moselkern, Oldenburg, Osnabrück, Moselkern und Trier
- 1890 Paris (mit Eugen Dücker), Düsseldorf und Oldenburg (mit Eugen Dücker und Heinrich Otto) Eifel, Moselkern und Burg Pyrmont.
- 1891 Berlin, Moselkern, Gillenfeld, Gerolstein, Nürnberg und München.
- 1892 Grevenweiler, Reda/Westf., Hemelingen und Reda/Westf.
- 1893 Düsseldorf, Angermund, Kalkum, Kaiserswerth. Gerolstein (mit Hans von Volkmann) Willingshausen (mit Hans von Volkmann und andere Malerkollegen). Kassel und Freya? (mit Otto Dinger).
- 1894 Gerolstein, Prüm, Schönecken (mit Adolf Lins). Osnabrück, Varel, Rastede, Hemelingen und Paderborn.
- 1895 Kaiserswerth, Kalkum, Rastede und Kaiserswerth.
- 1896 Kaiserswerth, München, Rothenburg/T., Kalkum.
- 1897 Kaiserswerth und Kalkum.
- 1898 Kaiserswerth, Osnabrück und Burg Eltztal/Mosel.
- 1899 Kaiserswerth, Rastede und Elmendorf.
- 1900 Kaiserswerth und München.
- 1901 Kaiserswerth und Kalkum
- 1902 Gerolstein.
- 1903 Oldenburg, Hemelingen, Osnabrück, Hellenthal, Schleiden, Gemünd und Hilden/Düsseldorf.
- 1904 Kaiserswerth, Oldenburg, Rastede, Gerolstein und Pelm.
- 1905 Amsterdam, Den Haag, Harlem. Nierst, Langst und Wittlaer (mit Hugo Mühlig).
- 1906 Gerolstein, Hedemünde und Glehn bei Neuss.
- 1907 Gerolstein, Bad Nauheim und Lüneburger Heide.
- 1908 Kreuzberg/Ahr, München und Rastede.
- 1909 Treseburg/Harz, Bodetal und Oldenburg.
- 1910 Oldenburg, Blexen und Gerolstein
- 1911 Hellenthal, Moselkern und Gerolstein.
- 1912 Hellenthal, Gerolstein, Federwardersiel, Oldenburg und München.
- 1913 Ahlhorn, Oldenburg (mit Wilhelm Fritzel) und Moselkern.
- 1914 Kaiserswerth.
- 1915 Kaiserswerth.
- 1916 Antweiler/Ahr und Gerolstein.
- 1917 Gerolstein, Senden/Westf., Ahlhorn und Altenbeken.
- 1918 Nideggen, Gillenfeld. Niedeggen und Heimbach (mit Hugo Mühlig).
- 1919 Neuenheerse/Westf. und Dringenberg/Westf.
- 1920 Niedeggen, Heimbach und Gerolstein. München und Berchtesgadener Land/Obersalzberg (mit Georg Macco). Niedeggen.
- 1921 Kaiserswerth und Kalkum.
- 1922 Dringenberg/Westf.
- 1923 Dringenberg, Paderborn, Würzburg und Niedersteinach. Trieberg, Hochschwarzwald, Freiburg, Straßburg und Colmar.
- 1924 Kaiserswerth und Kalkum.
- 1925 Ahlhorn, Oldenburg und Kaiserswerth.
- 1926 Kaiserswerth.
- 1927 Kaiserswerth, Langst und Gerolstein.
- 1928 Büdingen/Hessen.
- 1929 Büdingen/Hessen und Kaiserswerth.
- 1930 Kaiserswerth.
- 1931 Kaiserswerth.